# 浮护县
浮护县，中国古县名。
南朝梁置浮护县，治所在今广东省清远市西北。属于广州清远郡。隋文帝开皇九年（589年）隋朝灭南朝陈。开皇十年（590年）废浮护县，与中宿县、威正县、廉平县、恩洽县四县，地入清远县。